# Zach Young
Zach Young egy szereplő az amerikai ABC televíziós csatorna Született feleségek című sorozatában. A szerepet Cody Kasch játssza. A magyar szinkronja Molnár Levente.

## Története

### 1. évad
Zach Young a különc gyerek, aki állítólag csecsemőkorában rejtélyes módon megölte a húgát, Danát, de ezt valójában apja, Paul hitette el vele. Zach hamarosan megszállottan szerelmes lesz a szomszéd lányba, Julie Mayerbe, akivel együtt is jár. Ám ez Susannak nem tetszik. Egyszer, amikor Susan erről beszélget Zachkel, a fiú elkezd bútorokat hajigálni. Ekkor Susan eltiltja Zachet Julie-tól, ezért Zach bosszúból felgyújtja Susan konyháját.

### 2. évad
Zach, amikor hazatér, már barátkozik a szomszédokkal is, ami apjának, Paulnak nagyon nem tetszik. Az utolsó részben Paul megkéri Zachket, hogy győzze meg nagyapját, Noah Taylort, hogy adjon Zachnek pénzt, hogy kihozhassa őt a börtönből. Noah már haldoklik. Zach azt mondja, hogy gyáva ahhoz, hogy megkapja „a királyság kulcsát”. Ekkor Zach lekapcsolja Noah lélegeztetőgépét. Ezután Noah ügyvédje elmondja Zachnek, hogy ő örökölte Noah teljes vagyonát. Zach a börtönben hagyja Pault.

### 3. évad
Zach udvarolni kezd Gabrielle-nek, aki szívességet kér tőle (Susan Mayer kényszerítette rá), hogy hozza ki a börtönből Mike Delfinót, az apját. Zach ezt meg is teszi, de Mike megkéri, hogy beszéljen mostohaapjával, Paul Younggal, aki szintén a börtönben van. Zach bemegy hozzá beszélni, de a beszélgetés kudarcba fullad, s Zach örökre a börtönben hagyja Pault.
Amikor Gaby a szülinapján leissza magát, reggel arra ébred, hogy Zach mellette fekszik, aki azt mondja neki, hogy szexeltek. Gabrielle ezt el is hiszi, de Carlos bebizonyítja neki, hogy Zach nem feküdhetett le vele. A lány a Scavo Pizzéria megnyitóján végleg szakít Zachkel.

## Idézetek
- „Majd ha te meghalsz, én se adok föl gyászjelentést.”